# Station Bublitz
Station Bublitz was een spoorwegstation in de Poolse plaats Bobolice. Voor 1945 lag deze plaats in Duitsland.